# Sijismo

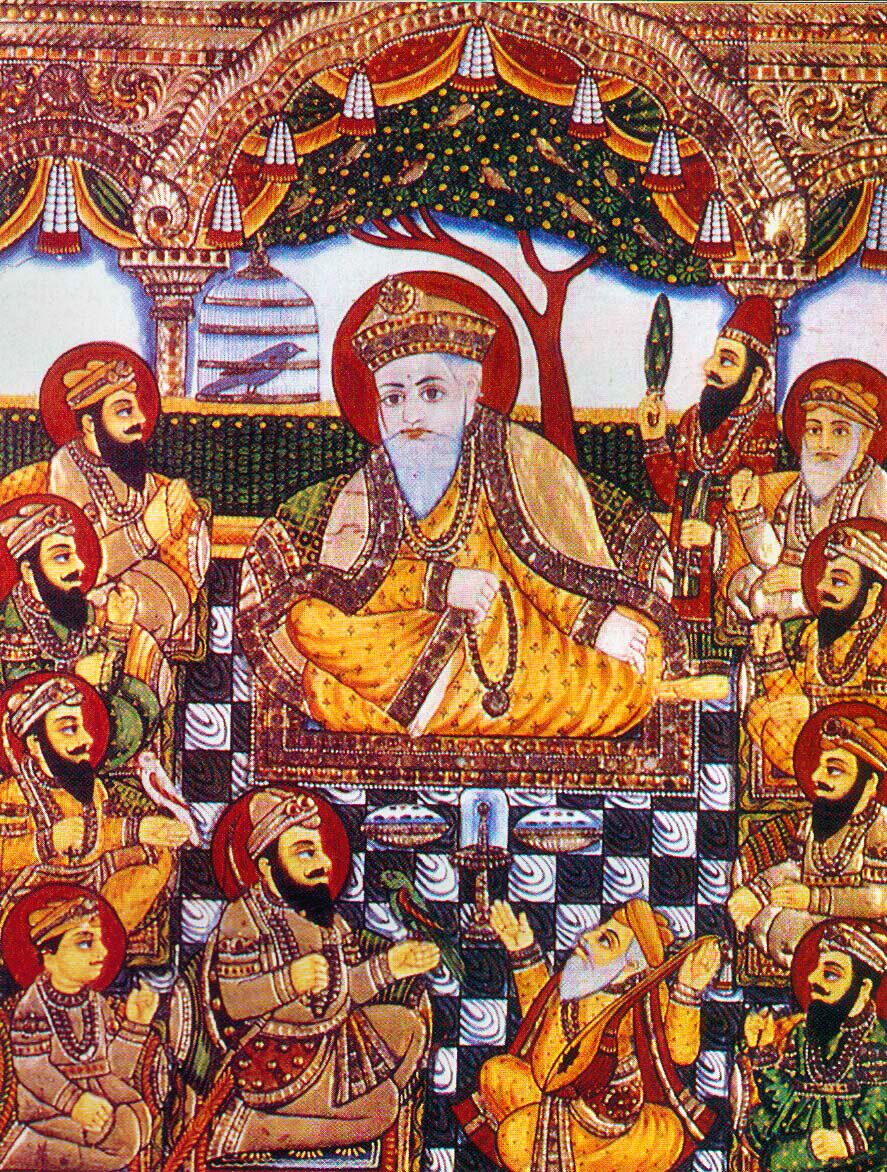
Pintura de estilo Tanjore (tanjore oviyam) de fines del siglo XIX, que presenta a los Diez Gurús, y a Bhai Bala y Bhai Mardana.

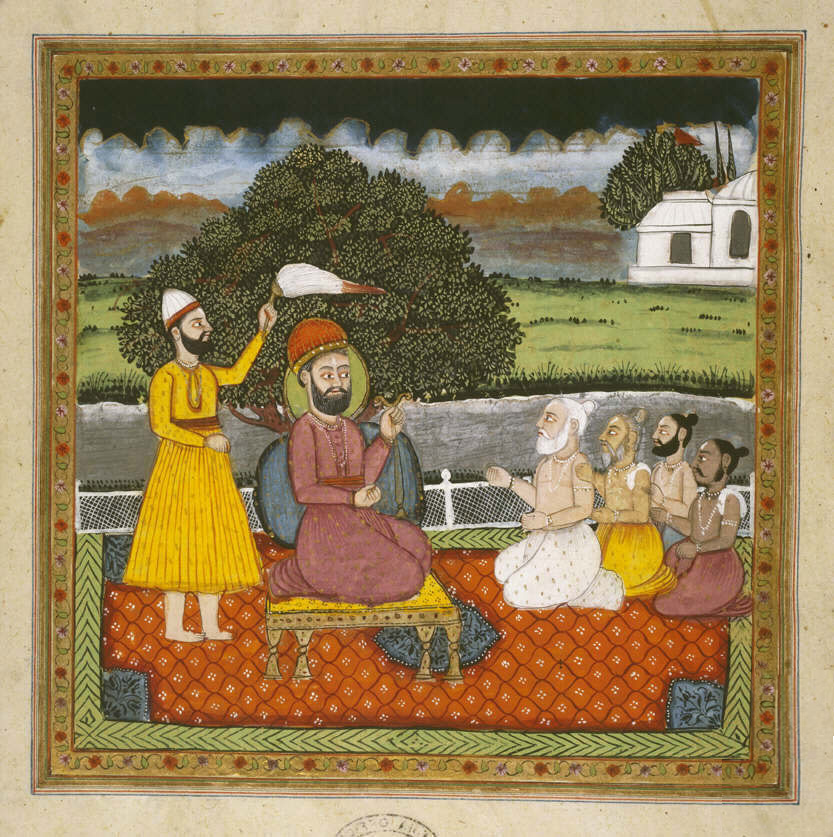
Gurú Nanak con santos hindúes (1830, autor anónimo).

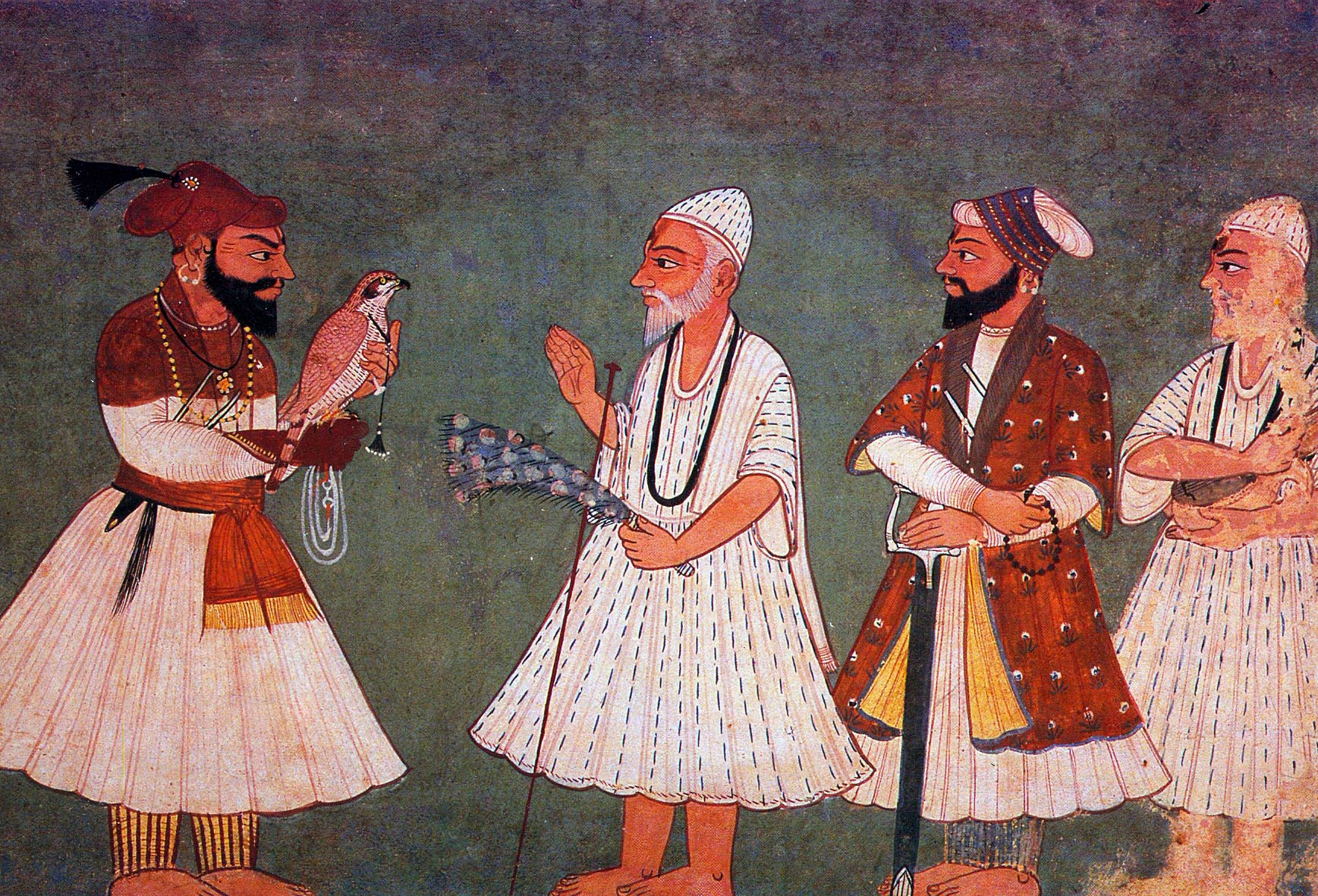
Gurú Govinda Singh (con ave) se encuentra con Gurú Nanak. Pintura del siglo XVIII sobre un encuentro imaginario.

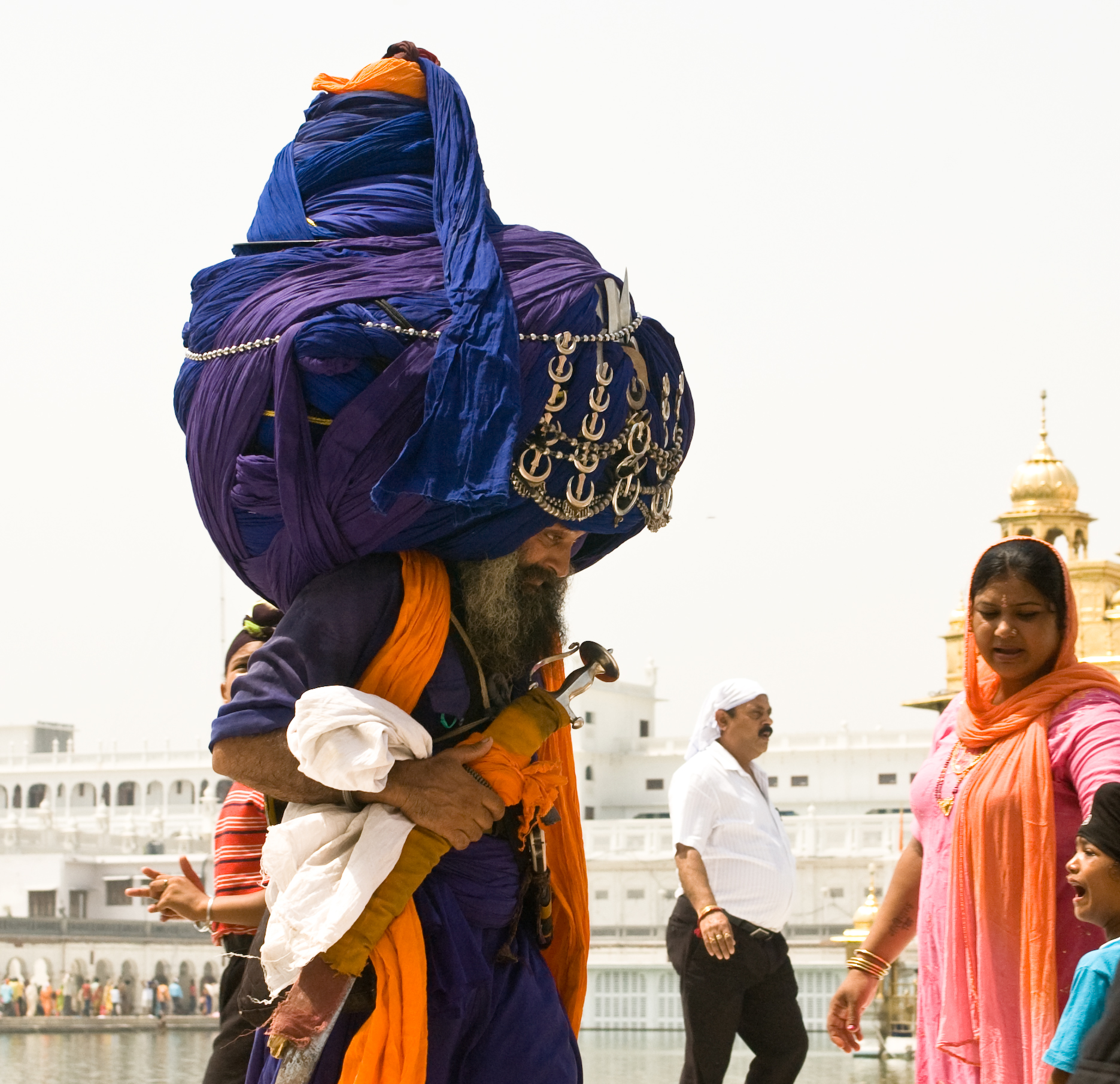
Turbante ceremonial de un sij (Harmandir Sahib, en Amritsar).

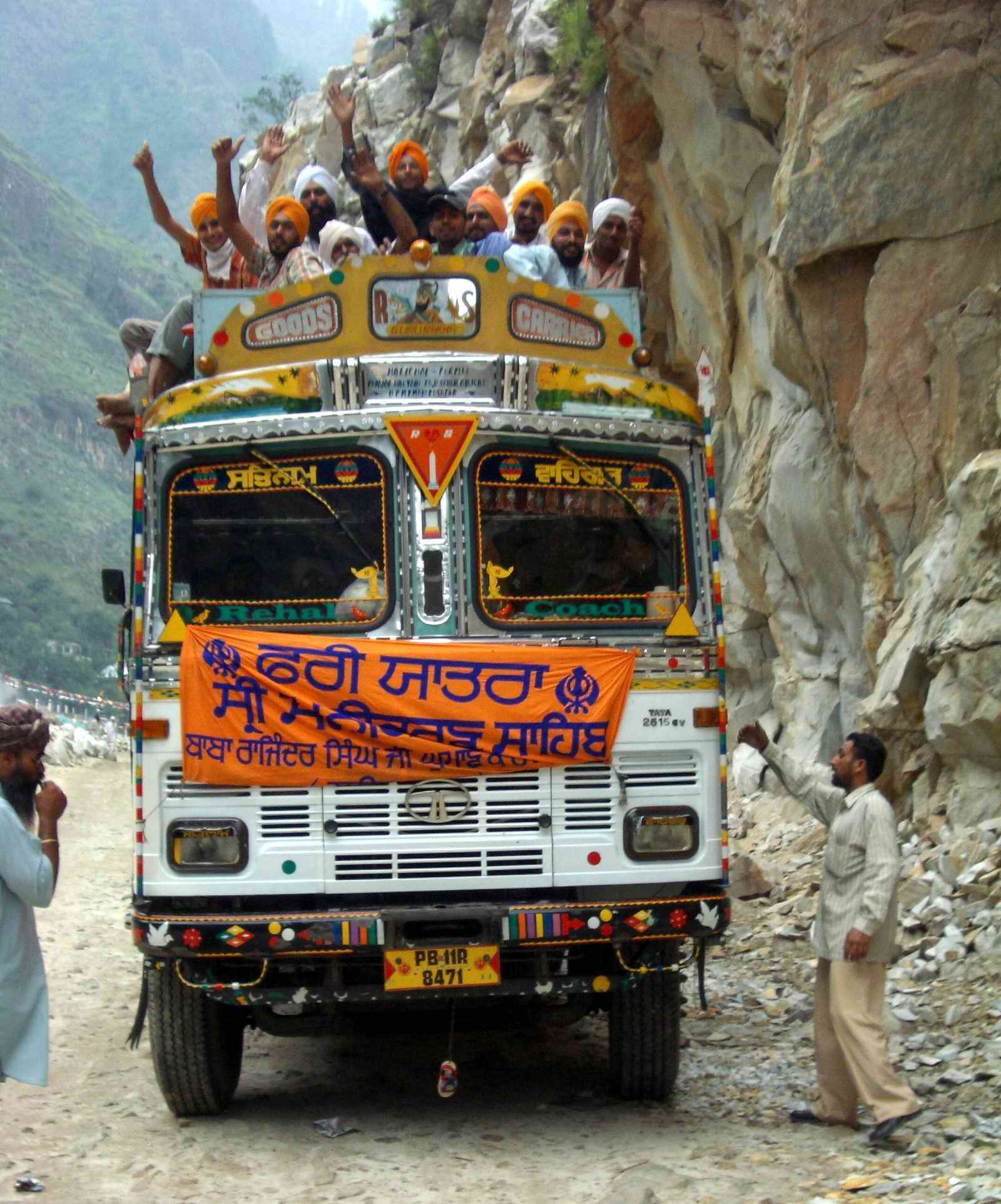
Peregrinos sijes saludando, montados en un típico autobús indio.

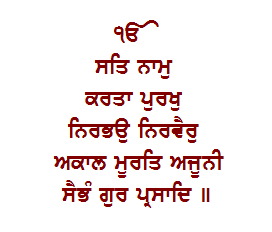
Texto del Mul mantar (la oración principal del sijismo), en alfabeto gurmukjí.

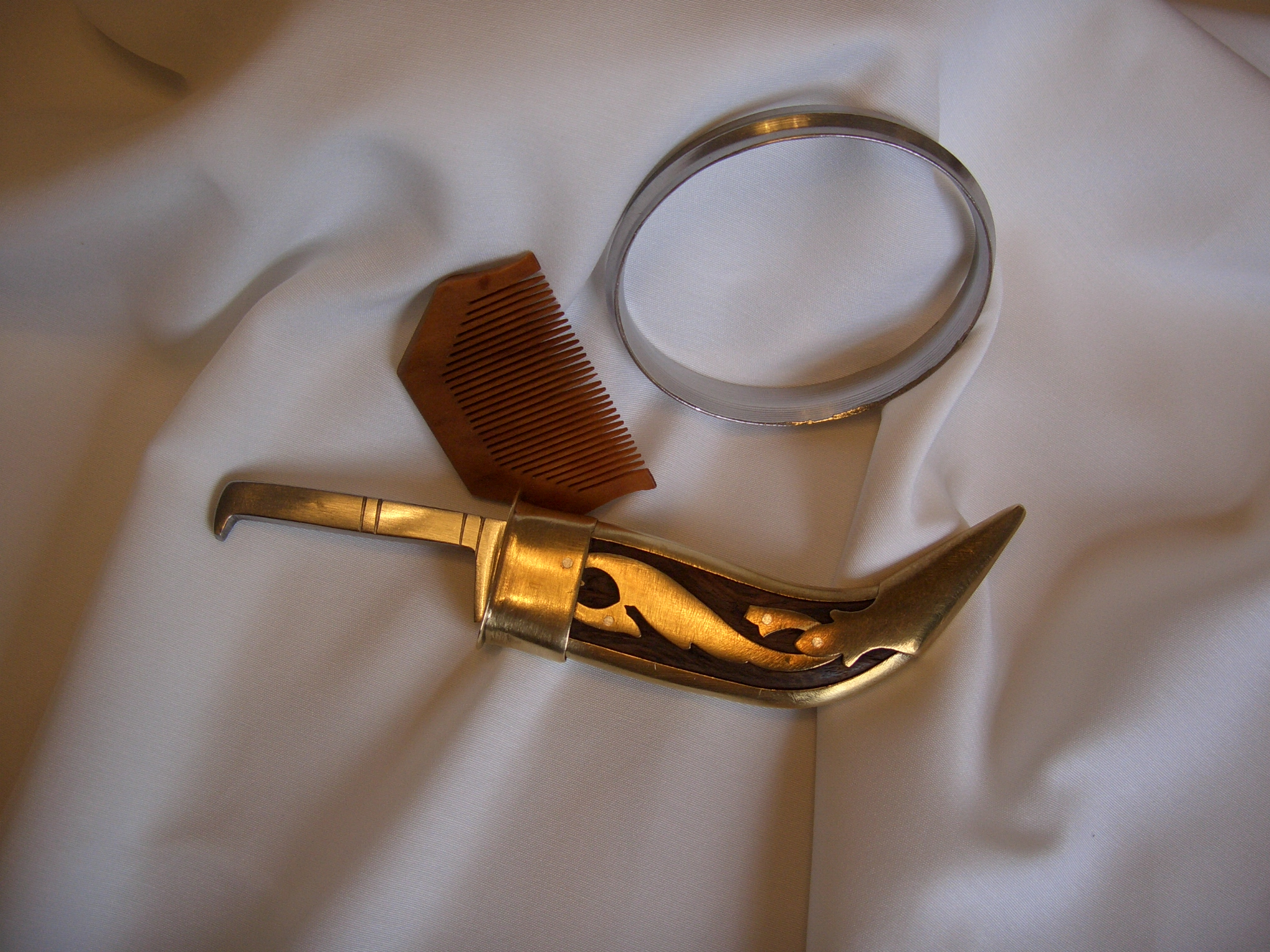
Tres de los cinco artículos de fe: kanga, kara y kirpan.

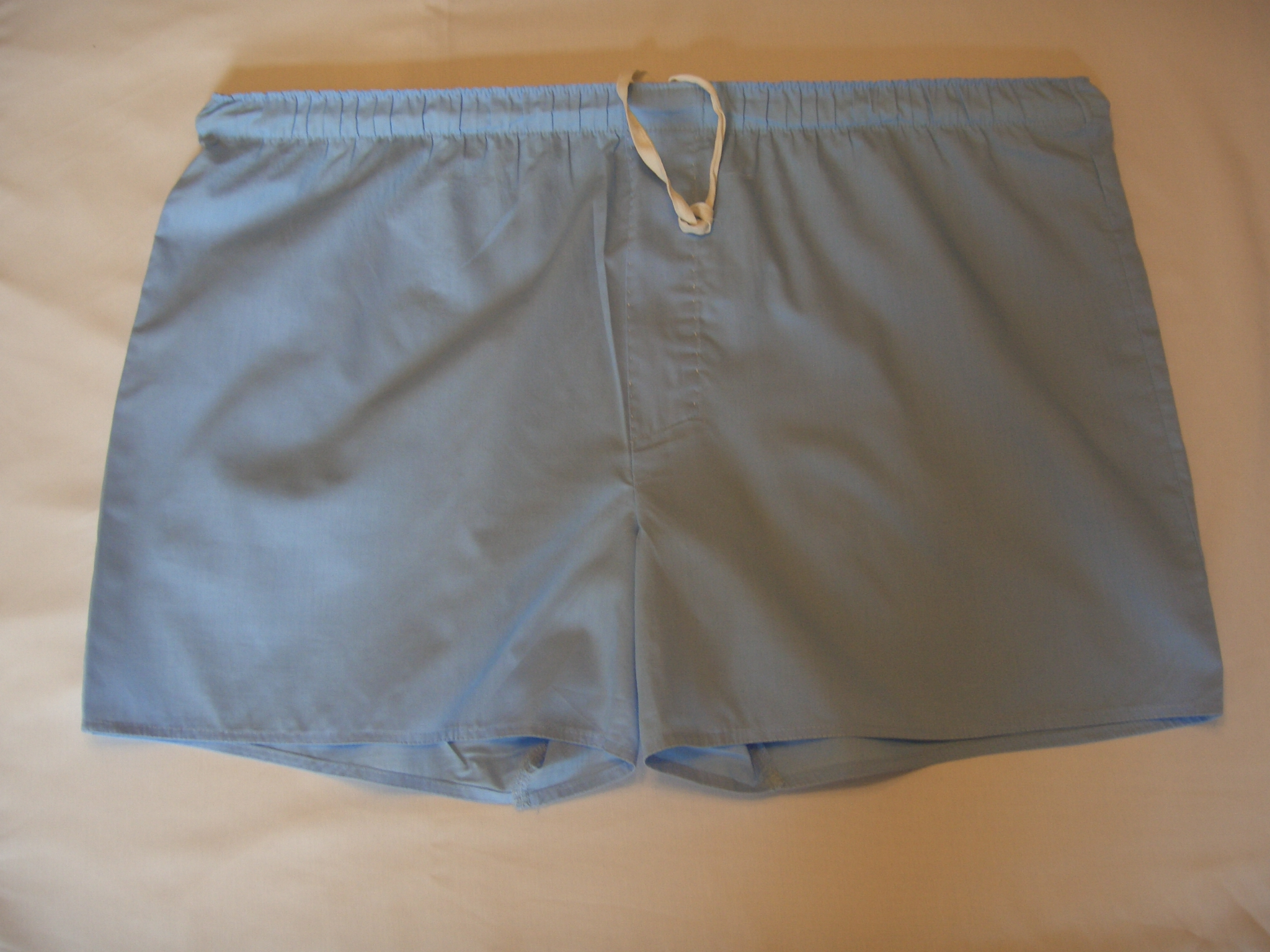
El kacha (ropa interior de algodón parecida a un bóxer), uno de los cinco artículos de fe.

El sijismo es una religión del Indostán fundada por Gurú Nanak (1469-1540) que se desarrolló en el contexto del conflicto entre las doctrinas del hinduismo y del islam durante los siglos XVI y XVII en la región de Punyab del Imperio mogol. Su principal texto sagrado es el Sri Gurú Granth Sahib Ji. Las creencias fundamentales incluyen la meditación espiritual constante sobre el nombre de Dios, ser guiado por el gurú en lugar de rendirse al capricho, vivir la vida de un cabeza de familia en lugar del monasticismo, la adhesión sincera al Dharma (rectitud, deber moral), la igualdad de todos los seres humanos y creer en la gracia de Dios. Los conceptos clave incluyen Simran, Seva, los tres pilares del sijismo y los cinco artículos de fe.
A los seguidores del sijismo se les llama sijes. Es la sexta religión del mundo por número de creyentes.

## Etimología
El término español «sij» proviene de la palabra inglesa sikh, que tiene su origen en el panyabí ਸਿਖ (/sikj/), que deriva del sánscrito शिक्षा (/shiksh/) ‘instrucción’, o de शिष्य (/shiya/: ‘discípulo, el que aprende’).
- sikkhī en idioma panyabí escrito en caracteres latinos.
- ਸਿੱਖੀ en idioma panyabí escrito en caracteres gurmujíes.
- [ˈsɪkːʰiː], en AFI (alfabeto fonético internacional).
- pronunciación de la palabra síkJi.

Los sijes llaman a su religión gurmat (‘el Consejo de los [Diez] Gurús’ en panyabí) o sij-dharam (‘religión sij’ en panyabí, śikhdharma en sánscrito).

## Escritura de la palabra «sij»
Algunas obras especializadas prefieren las grafías sikh y sikhismo, que generalmente los lectores hispanohablantes pronunciarán incorrectamente /sík/ y /sikísmo/.
En el caso de las lenguas índicas como el panyabí o el hindí, la combinación kh transcribe la versión aspirada del fonema /k/, que corresponde al sonido [k] seguido de una leve aspiración (AFI [kːʰ]): /sikj/ y /sikjismo/.
En cambio, en la transliteración ―a idiomas como el inglés y el francés― de idiomas como el ruso, el árabe o el persa, la combinación kh representa el sonido de la j española.
Debido a esa pronunciación inexacta de la transcripción con kh (en que sikhismo se pronunciaba /sikísmo/ en lugar del correcto /sikjísmo/), en muchos medios de comunicación en español se ha promovido el uso de las grafías «sij» y «sijismo», que han sido aceptadas por el Diccionario de la Real Academia Española en su 22.ª edición, del año 2001, y son también recomendadas por el Diccionario panhispánico de dudas,

## Doctrina
La doctrina básica del sijismo consiste en la creencia en un único dios y en las enseñanzas de los diez gurús del sijismo, recogidas en el libro sagrado de los sijes, el Sri Gurú Granth Sahib Ji.
El número de sijes en el mundo se estima en unos 25 a 30 millones, lo cual hace del sijismo la quinta religión del mundo. 
La región de Punyab incluye una parte de Pakistán, pero la mayor parte de los sijes que vivían en el territorio actual de Pakistán emigraron a la India tras la partición de la India británica en 1947 para evitar las persecuciones religiosas. Existen numerosas comunidades sijes en el Reino Unido, Estados Unidos y Canadá. También son una minoría importante en Malasia y Singapur.
La forma literaria del idioma panyabí, escrita en alfabeto gurmují, está muy ligada a la religión sij.
De hecho, los hablantes de lengua panyabí hindúes o musulmanes utilizan por lo general el hindi y el urdu, respectivamente, como lenguas escritas. Son principalmente los sijes quienes escriben en panyabí.
Tras las elecciones indias de 2004, Manmohan Singh se convirtió en el primer sij que ocupó el puesto de primer ministro de la India.
Fue también el segundo no hindú en ocupar el cargo (después de la católica Sonia Gandhi). Gandhi fue elegida como primera ministra de la India pero no asumió el cargo, dejando y eligiendo para ese propósito a Manmohan Singh.

## Creencias principales

### Creencia en un solo dios
Se cree en un dios panteísta, o más exactamente panenteísta. La primera frase de todas las escrituras sijes son dos palabras, que reflejan la base de las enseñanzas: «Ik Onkar» (‘[hay] un solo dios’), en idioma panyabí, aunque tiene su origen en el término sánscrito «eka omkara» (‘un solo sonido om’), siendo
- eka: ‘uno’ (número);
- om, un mantra que representa al Brahman (el dios no-persona del hinduismo); y
- kara: ‘letra’.

ੳ (onkar): representa a Dios o el poder trascendental. Se trata de la letra ura ―la primera letra del alfabeto gurmují― pero con una cola extendida. Se pronuncia /onkar/, y representa todo el poder del universo, controlado por Dios.
Según Bhai Gurdas: «Al escribir “uno” (ik, ੧) al principio, se ha demostrado que Dios ―quien subsume a todas las formas en él―, es uno». En esto se diferencia de la Santísima Trinidad (un solo dios en tres personas divinas, del cristianismo) o del Trimurti (los tres dioses principales del hinduismo).

### Waheguru
Waheguru (punyabí: ਵਾਹਿਗੁਰੂ, romanizado: vāhigurū, pronunciación: [ʋaːɦɪɡuɾuː], que significa literalmente "¡Wow, Gurú!", y que se traduce figurativamente como "Dios Maravilloso" o "Señor Maravilloso") es un término utilizado en el sijismo para referirse a Dios, tal como se describe en el *Guru Granth Sahib*. Es el término más común para referirse a Dios en el sijismo moderno.  
El significado de la palabra *vāhigurū* (generalmente escrita en inglés como *Waheguru*) se explica tradicionalmente como *vāh* ("¡maravilloso!", una palabra punyabí análoga a "wow" en inglés) y *guru* (del sánscrito, "maestro, guía espiritual, Dios"). Juntas, se dice que transmiten el significado de "Señor Maravilloso". El término expresa asombro y admiración por lo divino.  
Otra interpretación del término es que hace referencia a un gran instructor que elimina la oscuridad de su discípulo y lo ilumina.  
En el sijismo, Waheguru es concebido como una deidad sin forma y omnipresente, con la cual un devoto puede establecer una relación personal siguiendo las enseñanzas de los Gurús sijs. Waheguru es considerado el bien supremo, en el cual el alma purificada se funde mientras que el mal es vencido.  
Los himnos dedicados a Waheguru en el *Guru Granth Sahib* fueron compuestos por Bhatt Gayand. Dicho término *Waheguru* también se usa en el sijismo como mantra principal, denominado *gurmantra* o *gurmantar*.  
> "El mundo es un jardín, Waheguru su jardinero.  
> Apreciando a todos, a nadie descuida;  
> De todos emana la fragancia puesta allí por Waheguru—  
> Por tal fragancia es cada uno conocido."  
>   
> — *Sourcebook of the World's Religions: An Interfaith Guide to Religion and Spirituality* (2011), Joel Beversluis, pág. 94.  
Un *Hukamnama* (edicto) de Guru Gobind Singh, dirigido a la congregación (*sangat*) de Varanasi el 3 de febrero de 1708, se refiere a la congregación como *"Vaheguru ji ka Khalsa"*, en lugar de "mi Khalsa" o "el Khalsa del Gurú".  
El término también se emplea en el *jaikara* (grito de batalla), en el saludo y en la frase de despedida introducida por Guru Gobind Singh: *"Waheguru Ji Ka Khalsa Waheguru Ji Ki Fateh"*, que se traduce como "El Khalsa pertenece a Dios y la victoria pertenece a Dios". Esta frase se utiliza en la ceremonia *Amrit Sanchar*, el ritual bautismal sij para la iniciación en la orden del Khalsa.  

### La salvación y la khalsa
Las enseñanzas del gurú Nanak no se basan en un destino final al cielo o al infierno, sino en una unión espiritual con Dios que se traduce en la salvación. Los principales obstáculos a la consecución de la salvación son los conflictos sociales y la búsqueda de objetivos mundanos, que hacen que los hombres y mujeres entren en un ciclo interminable de reencarnaciones.

### Las enseñanzas de los Diez Gurús sijs
Las enseñanzas de los Diez Gurús sijes (así como de otros sabios hindúes y musulmanes) están contenidas en el Sri Gurú Granth Sahib Ji. Estas enseñanzas propagan los siguientes valores:
- Ver a Dios en cada uno; entender y practicar la igualdad entre todas las razas independientemente de la casta, la religión, el color de piel, el estatus, la edad, el género, etc.
- Recordar a Dios todo el tiempo, siempre practicar el simran (‘remembranza de Dios’), el ser primordial, virtuoso, misericordioso, generoso, valiente y creador de todo, estar siempre al tanto de su persona y actuar en consecuencia.
- Valorar y respetar los ideales positivos, como la verdad, la compasión, la alegría, la humildad, el amor, etc. (que son reflejos de las características de Dios).
- La supresión de los males internos como la lujuria, la ira, la codicia, el apego material, el egoísmo, etc. (que son reflejos de las características del Antidiós).
- El hombre debe llevar una vida productiva, honesta y pacífica como cabeza de familia; trabajar diligentemente mientras mantiene la imagen de Dios dentro de sí.
- Practicar o participar en el servicio desinteresado (sewa), ayudar a construir una vida comunitaria de amor y contribuir con la sociedad siempre que sea posible.
- Estar preparado para proteger y representar los derechos de los débiles para luchar por la justicia y la equidad para todos.
- Aceptar siempre la voluntad de Dios (hukam), y centrarse y mantener un espíritu positivo y optimista (chardikala), etc.

## Historia

### Gurú Nanak
Gurú Nanak (1469-1538), el fundador del sijismo, nació en el seno de una familia hinduista en la villa de Talwandi, ahora llamada Nankana Sahib, cerca de Lahore en el noroeste de la antigua India (hoy en día se encuentra dentro de las fronteras de Pakistán). Su padre, Mehta Kalu, fue un patwari (contador de los ingresos de las tierras del gobierno). La madre del gurú fue Mata Tripta y también tuvo una hermana mayor llamada Bibi Nanki. Según Gurú Nanak, su hermana Bibi Nanki vio en él la luz de Dios pero nunca reveló el secreto a nadie. Es conocida como la primera discípula del Gurú Nanak. Desde pequeño, Gurú Nanak se vio fascinado por la religión y abandonó su casa. Anduvo por toda la India a la manera de los santos peregrinos hinduistas. Fue en ese periodo que Gurú Nanak conoció a Kabir (1441-1518), un santo reverenciado por muchos hindúes y musulmanes.
Tras cuatro largos viajes en direcciones opuestas ―a Tíbet, Sri Lanka, Bengala, La Meca y Bagdad―, Gurú Nanak predicó a hindúes y musulmanes, captando así a un grupo numeroso de discípulos (sijes). Estos cuatro viajes se denominan udasis.
Según sus enseñanzas, la religión debería ser un medio de unión entre los seres humanos, pero, en la práctica, esta parecía enfrentar a las personas.
En este sentido, lamentaba de forma especial el enfrentamiento entre hindúes y musulmanes, así como las prácticas de carácter ritual que apartaban al ser humano de la búsqueda de Dios.
Su intención era llegar a una realidad más allá de las diferencias superficiales entre las dos religiones.
De ahí su primera y famosa enseñanza «na ko hindú, na ko musalmán» (‘no hay hinduistas, no hay musulmanes’).
La posición doctrinal de Gurú Nanak se apoya en un hecho básico: la autoridad del Dios único, el Creador.
Gurú Nanak llamó a Dios el «Nombre Verdadero» porque quería evitar el uso de un nombre concreto.
Gurú Nanak enseñó que el Nombre Verdadero, aunque pueda recibir numerosos nombres en diferentes lugares es, esencialmente, el Dios único, soberano y omnipotente.
Gurú Nanak se opuso al sistema de castas, pero conservó el concepto hindú de maya (‘ilusión’).
Según él el mundo se nos manifiesta como si fuera real, pero la auténtica realidad es solo la de Dios.
El mundo material es una ilusión que impide a muchos seres humanos, abandonados a los placeres materiales, ver la realidad auténtica y única de Dios.
La fe sij conserva la creencia hindú en la reencarnación, pero considera que el ser humano puede liberarse del ciclo de reencarnaciones mediante la virtud, que le permite alcanzar la morada del amor de Dios.
En cambio, los hindúes creen que la virtud solo produce una reencarnación en mejores condiciones de vida.

### Sus sucesores
En 1538, Gurú Nanak eligió a su discípulo Bhai Lena como su sucesor en vez de a sus hijos. Bhai Lehna fue renombrado como Gurú Angad y se convirtió en el segundo gurú de los sijes. Él continuó el trabajo empezado por el Gurú Nanak. Gurú Amardas se convirtió en tercer gurú de los sijes en el año 1552 a la edad de 73 años. Goindwal llegó a ser un importante centro sij durante los tiempos de Gurú Amardas. Continuó predicando los principios de la igualdad de la mujer, la prohibición del satí y la práctica del langar. En 1567 el emperador Akbar se sentó junto con las personas humildes y marginadas del Panyab para realizar el langar. Gurú Amardas también formó a 140 personas ―de las cuales 52 eran mujeres― para predicar y expandir la religión alrededor de la India. Antes de su muerte en 1574 a la edad de 95 años, nombró a su hijo espiritual, Jetha, como el cuarto gurú sij.
Jetha se convirtió en Gurú Ramdas y vigorosamente emprendió sus funciones como el nuevo gurú. Fue el responsable de la creación de la ciudad de Ramdaspur que, posteriormente, recibiría el nombre de Amritsar. En 1581, Gurú Arjan ―el hijo menor del Gurú Ramdas― fue el quinto gurú de los sijes. Además de ser el responsable de la construcción del Templo Dorado, preparó el Sri Gurú Granth Sahib Ji (‘sagrada escritura de los gurús’) con las enseñanzas de los gurús anteriores y le añadió 2000 himnos más, creados por él mismo. En 1604 declaró que el Sri Gurú Granth Sahib Ji es el libro sagrado de los sijes.
En 1606, el nuevo emperador mogol Yajanguir (1569-1627) lo hizo multar por motivos religiosos. Le ordenó que cambiara algunas palabras de los gurús anteriores (que Ramdas había escrito en el Adi-granth) pero Arjan se negó a hacerlo. Se le ordenó pagar una enorme suma como multa, pero Arajan se negó a pagar.
El santo sufí Hazrat Mian Mir Sant (amigo del Gurú Arjan) y sus seguidores intentaron interceder en su favor, pero Arjan, diciendo que no había hecho nada para justificar la multa, les pidió que no interfirieran con la voluntad de Waheguru (Dios).
Arjan fue arrestado y severamente torturado. En un momento se le permitió darse un baño en el río más cercano. Sus seguidores lo vieron caminar hacia el río, con graves quemaduras y ampollas en los pies, e inmediatamente se sumergió en el agua y no volvió a salir. Se convirtió en el primer mártir de los sijes.
Gurú Har Gobind se convirtió en el sexto gurú de los sijes. Llevaba dos espadas: una por razones espirituales y la otra por razones mundanas. A partir de este punto de la historia, los sijes llegaron a ser una fuerza militar y siempre se entrenaron para poder defender su independencia. En 1644, el Gurú Har Rai fue su sucesor y este fue sucedido por el Gurú Har Krishan, el niño gurú en 1661.
En 1665, Gurú Teg Bahadur fue el noveno gurú sij y lideró a los sijes diez años.
En 1675, los pandits hinduistas de Cachemira le pidieron ayuda porque el emperador mogol Aurangzeb los había condenado por no haberse convertido al islam. Según la tradición, el Gurú Teg Bahadur prometió protegerlos, por lo que el emperador ordenó su ejecución pública.
Su hijo y sucesor, Gobind Rai, se convirtió en gurú y fue renombrado como Gurú Gobind Rai. Promovió la militarización de sus seguidores. Poco antes de morir, Gurú Gobind Singh ordenó que él sería el último gurú humano, ya que desde ese momento ordenaba que el Sri Gurú Granth Sahib Ji ―la sagrada escritura de los sijes― sustituiría la línea de los gurús humanos, y debería ser considerado la única autoridad espiritual de los sijes.

### El «Sri Gurú Granth Sahib Ji», el libro sagrado
Los seguidores de Gurú Nanak le llamaban el «gurú» (‘maestro’). Antes de su muerte, designó a un nuevo gurú como sucesor, encomendándole el liderazgo de la comunidad sij. Este procedimiento de designación de un sucesor fue continuado hasta que el décimo gurú, Gurú Gobind Singh (muerto en 1708), instituyó el culto sij en el año 1699, dotando a los sijes de una identidad como religión independiente y designó al libro sagrado Sri Gurú Granth Sahib Ji como undécimo y definitivo gurú a perpetuidad. La autoría del texto sagrado sij corresponde a los gurúes empezando por el quinto, Gurú Arjan, que en 1604 comenzó la redacción del texto sagrado. El libro sagrado de los sijes tiene la particularidad de haber sido escrito por los propios fundadores de la religión, a diferencia de los libros sagrados de otras grandes religiones. Está escrito íntegramente en alfabeto gurmukjí, pero en varias lenguas: panyabí, sánscrito, boipurí y persa. El libro original se guarda en el Templo Dorado, pero existe una copia en cada templo. A cada ejemplar se le trata como si fuera una persona viva, acostándolo en una cama en el templo cada noche y abanicándolo.

### Territorios sij

#### El imperio sij
Los sijes gobernaron teocráticamente una vasta confederación de reinos conocida como el Imperio sij, que desapareció tras dos guerras contra los británicos, conocidas como guerras anglo-sij, siendo derrotados en la segunda, tras lo cual el territorio sij fue anexado a la colonia británica de India.

#### Jalistán
En 1980, los movimientos independentistas liderados por nacionalistas sijes que buscaban la creación de un estado soberano sij, llevó a la declaración de independencia de Jalistán (Khalistán en inglés). Tras esto siguió un enfrentamiento con el Ejército de la India enviado por la primera ministra Indira Gandhi a ocupar el Templo de Oro de Amritsar (lugar sagrado de los sijes) para desalojar a un grupo de militantes nacionalistas sijes, y que finalizó con la Operación Estrella Azul en la que se bombardeó el templo en el que se habían refugiado los rebeldes, intervención que provocó más de 500 muertos.
Esa actuación del ejército indio, entrando en un lugar sagrado sij, fue considerada un ultraje por muchos sijes.
En la India, los sijes fueron blanco de ataques tras el asesinato de Indira Gandhi, acto de venganza llevado a cabo por sus propios guardaespaldas sijes.
El motivo de la venganza fue la decisión de Indira Gandhi de mandar al ejército a ocupar el Templo Dorado.
Tras el asesinato de Indira Gandhi, los diversos ataques contra los sijes se cobraron varios miles de muertos.

### Discriminación contra los sijes
Los independentistas sijes Archivado el 9 de febrero de 2009 en Wayback Machine. afirman que en India existe una fuerte discriminación contra esta población que incluye arrestos arbitrarios, abusos sexuales contra mujeres y niñas sijes, palizas, desapariciones, etc. Sin embargo, otros argumentan que esto no es del todo cierto. En todo caso, el primer ministro de India hasta el 26 de mayo de 2014, Manmohan Singh (n. 1932) era sij.
Ya en el siglo XXI, tras los atentados del 11 de septiembre de 2001, se produjeron en Estados Unidos ataques contra sijes, erróneamente tomados por musulmanes.
Estos ataques y amenazas contra sijes llevaron al Senado de Estados Unidos a hacer una declaración de condena contra la discriminación hacia los sijes.
El 5 de agosto de 2012 se produjo un ataque a un templo sij en Wisconsin (Estados Unidos) en el que murieron 6 personas y otras tres resultaron heridas.
En Francia, la ley que desde septiembre de 2003 prohíbe el uso de símbolos religiosos en las escuelas públicas (para promover un estado laico que garantiza la igualdad entre todas las religiones existentes en Francia) ha implicado la prohibición del turbante sij en las escuelas públicas, lo cual ha provocado protestas de la pequeña comunidad sij francesa.

## Las cinco K o artículos de fe
Los sijes practicantes deben portar siempre estos cinco elementos, que son:
- Kesh: pelo largo sin cortar
- Khanga: un pequeño peine de madera para recogerse el pelo
- Kara: un brazalete metálico
- Kashera: ropa interior de algodón
- Kirpán: en sus orígenes era una espada ceremonial, pero actualmente no es más que una pequeña daga. Simboliza poder y libertad de espíritu, autorrespeto, la lucha constante del bien y la moralidad sobre la injusticia. El kirpán nunca debe desenvainarse para atacar, pero puede usarse para la autodefensa o para proteger a un tercero.

## Khanda, el emblema sij
Este símbolo está formado por cuatro armas, el khanda, situado entre dos kirpanes y un chakkar, arma con forma de disco.
Cada arma tiene un significado diferente:
- Khanda: espada recta que simboliza el conocimiento de Dios.
- Kirpanes: dagas curvas que representan la soberanía política y espiritual.
- Chakkar: arma en forma de disco que simboliza la unicidad de Dios.

## Templos
Los templos sijes reciben el nombre de gurdwaras.
En ellos ocupa un lugar de privilegio el libro sagrado, el Gurú-grant-sajib.
El principal templo sij es el Templo Dorado, en la ciudad de Amritsar.

## Nombres sijes
Los varones sijes utilizan un segundo nombre Singh (que significa ‘león’) tras su nombre de pila.
Las mujeres utilizan Kaur (que significa ‘princesa’) como segundo nombre.
El rechazo de los sijes al sistema de castas se refleja en que muchos sijes prefieren evitar el uso del apellido, muy ligado a la identificación de las castas, utilizando solo su nombre de pila seguido de Singh o Kaur.

## Ritual
Nanak enseñó en el Gurú-grant-sajib que «peregrinaciones, ayunos, purificaciones y penitencias son inútiles, como lo son rituales, ceremonias religiosas o la idolatría».
No obstante, en época tardía, durante los últimos gurús, debido a la progresiva institucionalización de la religión, se desarrollaron algunas ceremonias y ritos. Las oraciones de la mañana y de la tarde ocupan dos horas al día. Para bautizar a los recién nacidos, se abre el libro sagrado al azar, y se le pone un nombre, cuya inicial se toma de la primera letra de la esquina izquierda de la página izquierda. También existen rituales asociados al matrimonio (anand kāraj) y a los servicios funerarios (siendo preferible la cremación), que cuentan con oraciones específicas.

## Sectas sijes
Las sectas sijs son sub-tradiciones dentro del sijismo que o bien creen en un linaje alternativo de gurús, o bien tienen una interpretación diferente de las escrituras sijs, o bien creen en seguir a un gurú vivo, o bien sostienen otros conceptos que difieren de los sijs khalsa ortodoxos. Las principales sectas históricas del sijismo han sido las Udasi, Nirmala, Nanakpanthi, Khalsa, Sahajdhari, Namdhari Kuka, Nirankari y Sarvaria.

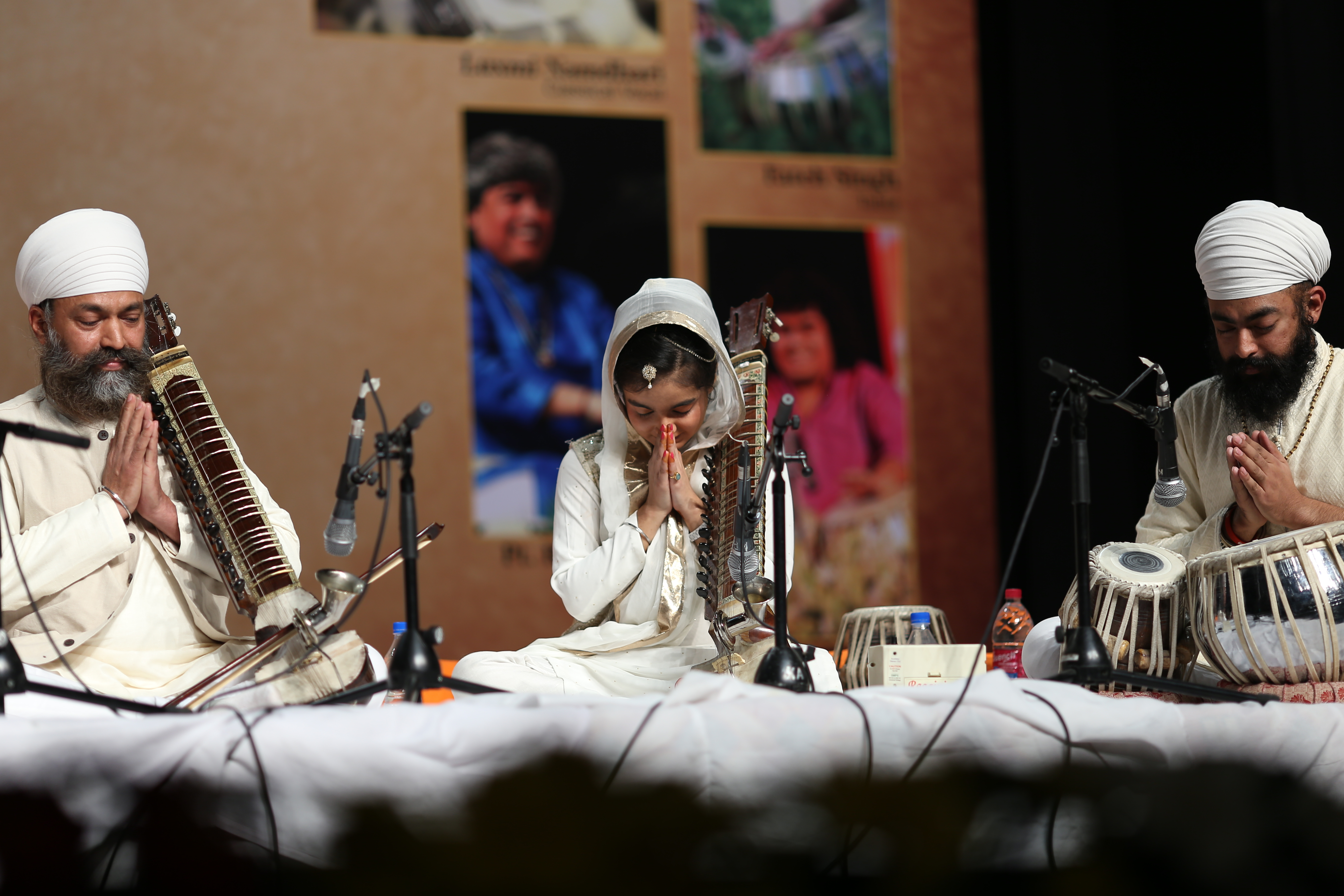
Los sijs Namdhari, también llamados Kuka, son una secta del sijismo conocida por su vestimenta blanca y su pagari (turbante) horizontal. En la imagen: cantante y músicos namdhari.

Las primeras sectas sijs fueron los Udasis y los Minas, fundadas por Sri Chand, el hijo mayor de Gurú Nanak, y Prithi Chand, el hijo mayor de Gurú Ram Das, respectivamente, en paralelo a la sucesión oficial de los gurús sijs. Más tarde, la secta Ramraiya creció en Dehradun con el patrocinio de Aurangzeb. Durante la época del Imperio mogol se formaron muchas comunidades sijs escindidas. Algunas de estas sectas fueron apoyadas financiera y administrativamente por los gobernantes mogoles con la esperanza de conseguir una ciudadanía más favorable y complaciente.
Tras el colapso del Imperio Mogol, y en particular durante el gobierno de Ranjit Singh, los sijs udasi protegieron los santuarios sijs, preservaron las escrituras sijs y reconstruyeron los que fueron profanados o destruidos durante las guerras entre musulmanes y sijs. Sin embargo, los sijs Udasi conservaban ídolos e imágenes dentro de estos templos sijs. En el siglo XIX, se formaron en el sijismo las sectas Namdharis y Nirankaris, que buscaban reformar y volver a lo que cada una creía que era la forma pura del sijismo.
Todas estas sectas difieren de los sij ortodoxos de Khalsa en sus creencias y prácticas, como seguir celebrando sus bodas alrededor del fuego y ser estrictamente vegetarianas. Muchos aceptan el concepto de gurús vivos como el Gurú Baba Dyal Singh. La secta Nirankari, aunque poco ortodoxa, influyó en la formación de las opiniones de Tat Khalsa y de las creencias y prácticas sij de la era contemporánea. Otra importante secta sij del siglo XIX fue el movimiento Radhasoami en Punjab dirigido por Baba Shiv Dyal. Otras sectas sijs de la era contemporánea incluyen la 3HO, formada en 1971, que existe fuera de la India, particularmente en América del Norte y Europa.